# Herb powiatu koneckiego
Herb powiatu koneckiego – jeden z symboli powiatu koneckiego, autorstwa Krzysztofa Dorcza, ustanowiony 10 listopada 1999.

## Wygląd i symbolika
Herb przedstawia na tarczy dzielonej w odwróconą literę „T” w polu pierwszym dwa pasy poziome, równe: czerwony na górze, biały na dole, w polu drugim na niebieskim tle trzy sześcioramienne, złote gwiazdy, a w polu trzecim na czerwonym tle żółte koło młyńskie. Pierwsze dwa pola to motyw zaczerpnięty z herbu Ziemi Sandomierskiej, na której leży powiat, natomiast pole trzecie nawiązuje do przemysłowego charakteru tych ziem jako części Zagłębia Staropolskiego.